# Osmiridio
L'osmiridio è un minerale non riconosciuto dall'Associazione Mineralogica Internazionale (IMA) contenente osmio, iridio e rutenio formato al 74,80% da osmio e per il restante 25,20% da iridio.
La sua composizione è (Ir,Os,Ru) e attualmente rientra tra i minerali raggruppati sotto il nome di iridio nativo.

## Etimologia e storia
Nel 1963, M.H. Hey propose l'uso del termine iridosmio per campioni esagonali con quantità di osmio compresa tra il 32% e l'80%, del termine osmiridio per campioni cubici con quantità di osmio inferiori al 32% e infine il termine osmio nativo per campioni con percentuali di osmio al di sopra dell'80% (l'iridio nativo minerale con purezza superiore all'80% non era noto a quel tempo).
Nel 1973, D.C. Harris e Louis J. Cabri definirono i seguenti nomi per le leghe Os-Ir-Ru: il nome rutenosmiridio è stato dato alle leghe cubiche Os-Ir-Ru, dove la quantità di iridio è inferiore all'80% e la quantità di rutenio supera il 10%, senza alcun altro elemento presente per più del 10% del totale; il termine ruteniridosmina è stato dato alle leghe cubiche in cui l'osmio è presente con percentuale inferiore all'80% e il rutenio è presente con una percentuale compresa tra il 10 e l'80% del totale, con nessun altro elemento che sia presente con una percentuale al di sopra del 10% del totale; le leghe Ru-Os sono note come osmio-rutenio (>50% Os), rutenio-osmmio (>50% Ru); le leghe Ru-Ir sono note come rutenio-iridio e iridio-rutenio dove il confine tra loro è definito dal gap di miscibilità della lega (un minimo del 57% di iridio per l'iridio-rutenio e un minimo del 55% Ru per il rutenio iridiano).
La nomenclatura delle leghe Os-Ir-Ru è stata rivista nuovamente da Harris e Cabri nel 1991 In seguito, solo quattro nomi sono stati applicati ai minerali la cui composizione si trova all'interno del sistema ternario Os-Ir-Ru:
1. osmio (osmio nativo) per tutte le leghe esagonali aventi l'osmio come l'elemento principale
2. iridio (iridio nativo) per tutte le leghe cubiche aventi l'iridio come elemento principale
3. ruteniridosmina per tutte le leghe esagonali aventi l'iridio come elemento principale
4. rutenio (rutenio nativo) per tutte le leghe esagonali aventi il rutenio come elemento principale.

## Classificazione
Nella Classificazione Nickel-Strunz l'osmiridio, ora chiamato iridio nativo, appartiene alla classe "1.A Metalli e leghe intermetalliche" e lì alla sottoclasse "1.AF Elementi del gruppo del platino" dove forma il sistema nº 1-AF-10 insieme a rodio nativo, palladio nativo e platino nativo.

## Forma in cui si presenta in natura
L'osmio nativo si trova in granuli informi dispersi in una matrice.

## Origine e giacitura
L'osmiridio si rinviene nei depositi di segregazione magmatica e negli strati alluvionali originati da rocce ultrabasiche. L'osmiridio è molto raro, ma si può trovare nelle miniere di altri metalli del gruppo del platino. Una miniera molto produttiva venne aperta nei pressi di Lake Pedder vicino a Tyenna in Tasmania durante la seconda guerra mondiale; il minerale grezzo arrivava per ferrovia fino al porto di Maydena, dove veniva spedito via mare. Era uno dei maggiori centri di produzione di questo raro metallo, e l'osmiridio veniva recuperato per lo più da depositi alluvionali poco profondi.
Altre località includono il Nuovo Galles del Sud in Australia.
In Europa è stato trovato nel distretto di Liezen in Stiria (Austria), in Provenza-Alpi-Costa Azzurra (Francia), a Grevena in Macedonia Occidentale (Grecia) e Trøndelag (in Norvegia).
Negli Stati Uniti l'osmiridio è stato rinvenuto in diverse miniere sia della Census Area di Bethel (in Alaska) che della California (contee di Nevada, di Sacramento, di Siskiyou, di Tehama, di Trinity e di Yuba).

## Caratteristiche chimiche
L'osmiridio è solubile in acqua regia.